# 염버니
염버니는 8세대의 불꽃타입 스타팅포켓몬 중 하나이다. 전국도감 813번이고 불꽃타입이다. 16레벨에서 래비풋으로 진화한다. 분류는 토끼 포켓몬이고 특성은 맹화다. 알로 부화시켰을때의 숨겨진 특성은 리베로이다. 키는 0.3m 이고 몸무게는 4.5kg이다. 알그룹은 육상과 인간형이다.
특성 중 리베로는 이름만 바꾼 변환자재로, 자신이 사용한 기술의 타입으로 타입이 바뀐다. 에이스번을 착실히 먹여살린 특성이며, 썬더에게 1위를 빼앗기기 전에 에이스번이 싱글배틀 1위에 있게 만들어준 특성이기도 하다.

## 거다이맥스 기술
염버니의 최종 진화체인 에이스번이 거다이맥스를 할 수 있다.  거다이맥스 기술은 위력 160의 거다이화염구이다. 부과효과는 상대방의 특성을 무시하고 공격한다.

## 같이 보기
- 흥나숭
- 울머기
- 8세대 포켓몬 목록